# ケラニヤ
ケラニヤ（シンハラ語: කැලණිය, タミル語: களனி, 英語: Kelaniya）は、スリランカの都市コロンボの郊外に位置する地区。ケラニ川の土手に築かれたケラニヤ寺院（マハー・ラジャ・ヴィハーラ）や、ケラニヤ大学が有名。

## 歴史的・文化的重要性
ケラニヤは古代インドの叙事詩『ラーマーヤナ』やスリランカの叙事詩『マハーワンサ』において言及されている。マハーワンサにおいては釈迦がこの地を訪れ、ケラニ川で沐浴したとされる。

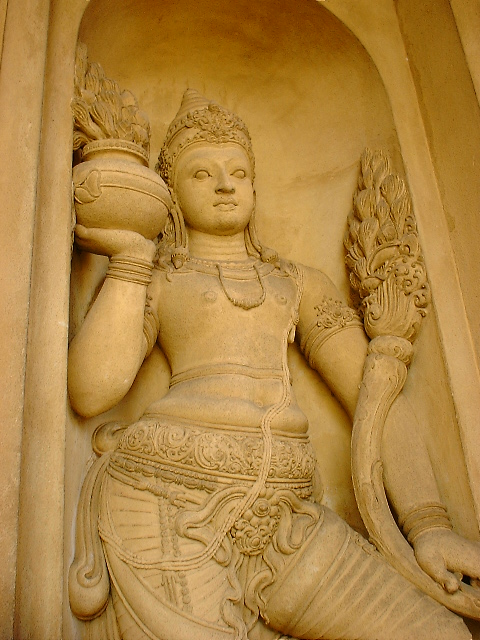
ケラニヤ寺院の彫刻

聖地マハー・ラジャ・ヴィハーラは寺の内部にある美しい絵画や彫刻で有名であり、1月のペラヘラ祭には数多くの仏教徒が訪れる。

## 交通
コロンボとキャンディを結ぶ高規格道路A1ハイウェイが通っている。また、メインラインのケラニヤ駅が設けられている。

## 教育
国立ケラニヤ大学がA1ハイウェイの近くに立地している。